# Ильдомский, Николай Александрович
Николай Александрович Ильдомский (ум. 1865) — протоиерей Русской православной церкви и педагог; профессор Рязанской духовной семинарии.

## Биография
По окончании курса в Ярославской духовной семинарии и в Санкт-Петербургской духовной академии (в 1829 году), Николай Александрович Ильдомский был определен в Рязанскую духовную семинарию профессором греческого языка и помощником профессора богословия. 

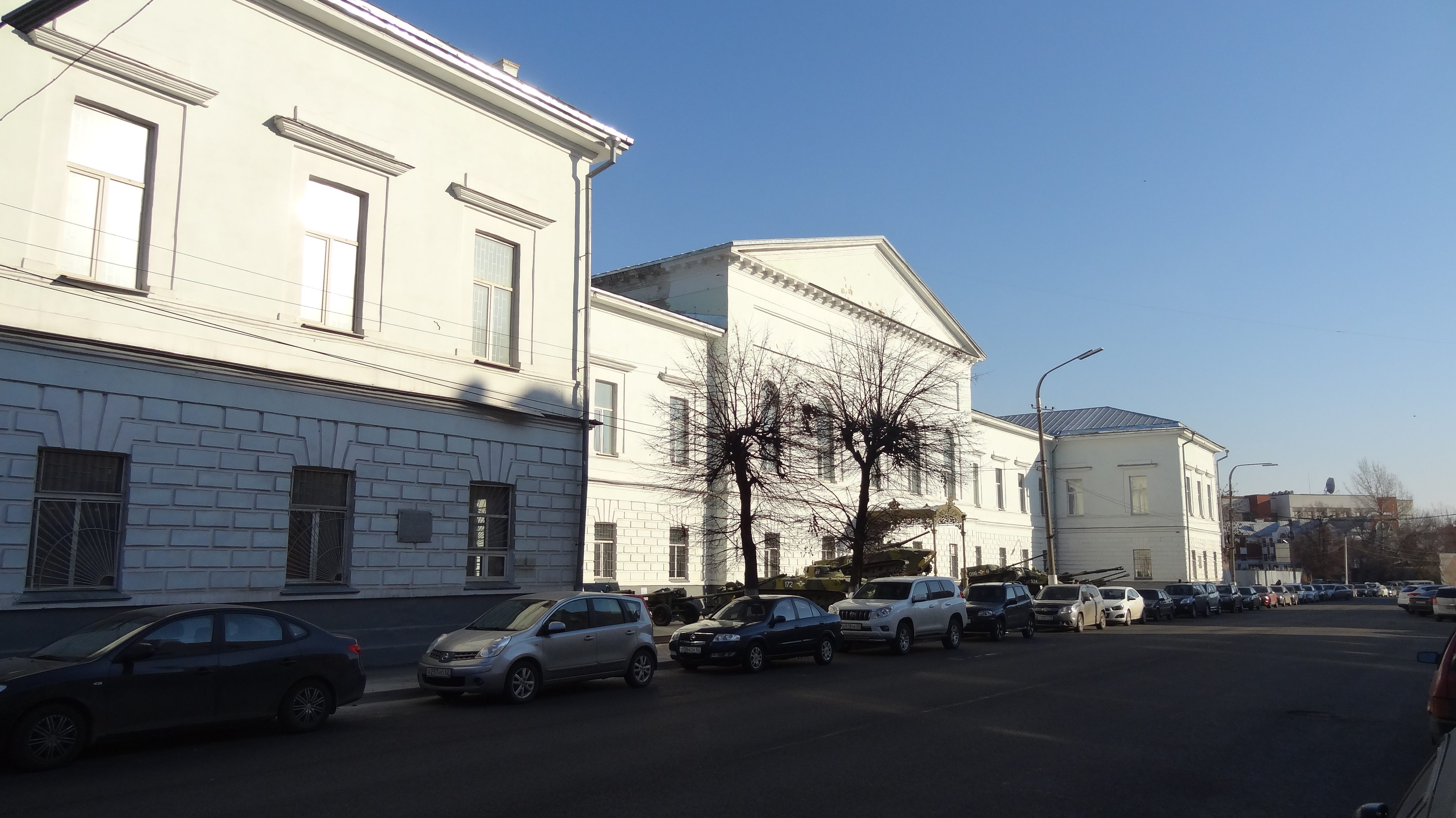
Здание Рязанской семинарии (было отнято у РПЦ большевиками; сейчас в нем РГВВДКУ)

В 1830 году Николай Александрович Ильдомский был назначен инспектором Рязанской семинарии и был посвящен в сан священника.
В 1836 году Н. А. Ильдомский был утверждён на должность профессора богословия; впоследствии был благочинным над всем городским духовенством. 
В 1853 году Святейший Синод издал Указ  «О составлении описей церковному достоянию», куда отдельным разделом должны были включаться исторические и археологические артефакты. Для выполнения этой задачи был создан Церковно-исторический комитет, в который в частности вошли Н. Ильдомский, профессор философии Рязанской семинарии Петр Григорьевич Ситковский и помощник инспектора Рязанской семинарии Иван Матвеевич Сладкопевцев. 
Ильдомский написал несколько статей по истории и археологии Рязанской епархии и расколу, напечатанных в журнале «Душеполезное чтение» за 1861 и 1862 годы.
Николай Александрович Ильдомский умер 13 мая 1865 года.